# Frank Gaffney
Frank Gaffney est un militant politique d'extrême droite américain complotiste et islamophobe.
Il est nommé assistant secrétaire à la Défense des États-Unis en 1987 et fonde le think tank Center for Security Policy en 1988.
Il est conseiller en politique étrangère de Ted Cruz lors des primaires républicaines de 2016.

## Biographie
En 1987, Frank J. Gaffney Jr. est nommé pour servir en tant qu'assistant secrétaire à la Défense des États-Unis,.
Il fonde le think tank Center for Security Policy (CSP) en 1988.
En collaboration avec des groupes tels que la Heritage Foundation et le Center for Security Policy, qu'il préside, Frank Gaffney mène une opération d'influence sur les leaders républicains en faveur de l'insertion de la défense antimissile dans le Contract with America (en) de 1994. Il dirige des équipes d'experts comprenant d'anciens responsables du gouvernement Reagan pour élaborer des plans visant à mettre fin à ce qu'ils considèrent comme une politique dangereuse de laisser les villes américaines vulnérables aux attaques de missiles. Malgré le soutien initial des républicains, des sondages et des focus groups démontrent un faible intérêt de la population pour cette mesure, entraînant une désaffection des candidats républicains pour cette mesure.
Gaffney est banni de la Conservative Political Action Conference en 2011 pour ses accusations infondées d'appartenance aux Frères musulmans à l'encontre des conservateurs Suhail Khan et Grover Norquist.
Lors de l'élection présidentielle de 2016, une étude controversée du Center for Security Policy de Frank Gaffney est utilisée par Donald Trump afin d'appuyer son argument selon lequel « 25 % des personnes [musulmanes] interrogées ont convenu que la violence contre les Américains ici aux États-Unis est justifiée dans le cadre du djihad mondial », argüant que cela viendrait soutenir sa proposition de bannir tous les musulmans d'entrée aux États-Unis,. Gaffney soutient cette proposition. Toujours lors de cette élection, Frank Gaffney est l'un des conseillers en politique étrangère du candidat aux primaires républicaines Ted Cruz,,.
En octobre 2016, il participe à la formation de la coalition interconfessionnelle Faith Leaders for America, qui prône la désignation des Frères musulmans comme organisation terroriste.
En novembre 2016, plusieurs médias rapportent qu'il remplace Mike Rogers comme conseiller de l'équipe de transition de Donald Trump en matière de sécurité nationale, ce que lui et le porte-parole de Donald Trump Jason Miller (en) démentent,,.

## Positions
Frank Gaffney est islamophobe, et conspirationniste,. Politico le classifie comme conservateur et Intelligencer l'associe au mouvement contre-djihadiste. Il est positionné à l'extrême droite,.
En 2015; il reçoit dans son émission de radio Secure Freedom Radio le nationaliste blanc et éditeur du site web American Renaissance Jared Taylor.

### Conspirationnisme islamophobe
Gaffney propage une théorie du complot prétendant que les musulmans chercheraient à mettre en place une charia fondamentaliste radicale aux États-Unis. Il soutient que les musulmans américains représenteraient une menace pour la sécurité nationale,,. D'après Vox, il fait partie des personnes ayant contribué à populariser le terme « Ground Zero mosque » (mosquée Ground Zero) afin de désigner Park51 (en). Il prétend que Saddam Hussein aurait été impliqué dans l'attentat du World Trade Center de 1993 et dans l'attentat d'Oklahoma City.
En 2008, il propage une théorie conspirationniste sur la prétendue naissance de Barack Obama au Kenya. En 2009, il prétend que Barack Obama serait secrètement musulman. En 2010, il prétend que le nouveau logo officiel d'une agence de défense antimissile du Pentagone « semble de manière inquiétante refléter une fusion du croissant et de l'étoile islamiques avec le logo de la campagne d'Obama ». En 2012, il propage une théorie du complot selon laquelle des extrémistes musulmans auraient infiltré le gouvernement américain. Il accuse Huma Abedin, une ancienne collaboratrice du Département d'État, d'être liée aux Frères musulmans et de faire partie d'un complot visant à infiltrer le gouvernement américain,.

### Politique israélienne
Gaffney se considère proche de la droite israélienne. En novembre 2016, il est soutenu par Mori Klein, président de l'Organisation sioniste d'Amérique. En décembre 2016, l'ambassadeur israélien aux États-Unis, Ron Dermer (he), reçoit un prix de la part du CSP et loue Gaffney pour « son engagement envers Israël et la liberté »,.